# 島原港駅
島原港駅（しまばらこうえき）は、長崎県島原市下川尻町にある島原鉄道島原鉄道線の駅。同線の終着駅である。

## 歴史
- 1960年（昭和35年）11月11日：島原外港駅（しまばらがいこうえき）として開設[1]。
- 1973年（昭和48年）2月1日：業務委託駅化。
- 1997年（平成9年）4月1日：交換設備撤去。
- 2008年（平成20年）4月1日：当駅 - 加津佐駅間廃止により島原鉄道線の終着駅となる。同時に無人駅化。
- 2010年（平成22年）11月2日：火災により駅舎が全焼。
  - 警察の調べにより、待機中に喫煙をした乗務員が完全に火の消えていないタバコを屑物入れに捨てたことが判明。翌年1月に当該乗務員は失火の疑いで島原区検察庁に書類送検された[2]。
- 2011年（平成23年）8月18日：新駅舎完成[3][4]。
- 2019年（令和元年）10月1日：島原港駅（しまばらこうえき）に改称[5]。

## 駅構造
単式ホーム1面1線を有する地上駅。無人駅であり、自動券売機設置は無い。
1997年（平成9年）の交換設備廃止前は相対式ホーム2面2線であった。使用されなくなったホーム・線路は現存しているが、駅舎との間の構内踏切が埋められているため立入出来ず、線路も分岐器部分が撤去・分断されている。
2008年（平成20年）5月現在、列車停止標識が駅構内終端部（かつての加津佐方）に設置されている。旧加津佐方面はカーブしており見えにくいが、車止めが設置されている。また、当駅以南の廃止以前は折返し設備が無く列車折返しが出来なかったため、諫早方から来た当駅止まりの列車は深江駅まで回送されて折返していた。
早朝・夜間の列車は車庫のある島原船津駅発着となるため、島原鉄道の他駅と比べて初列車が遅く、終列車が早い。

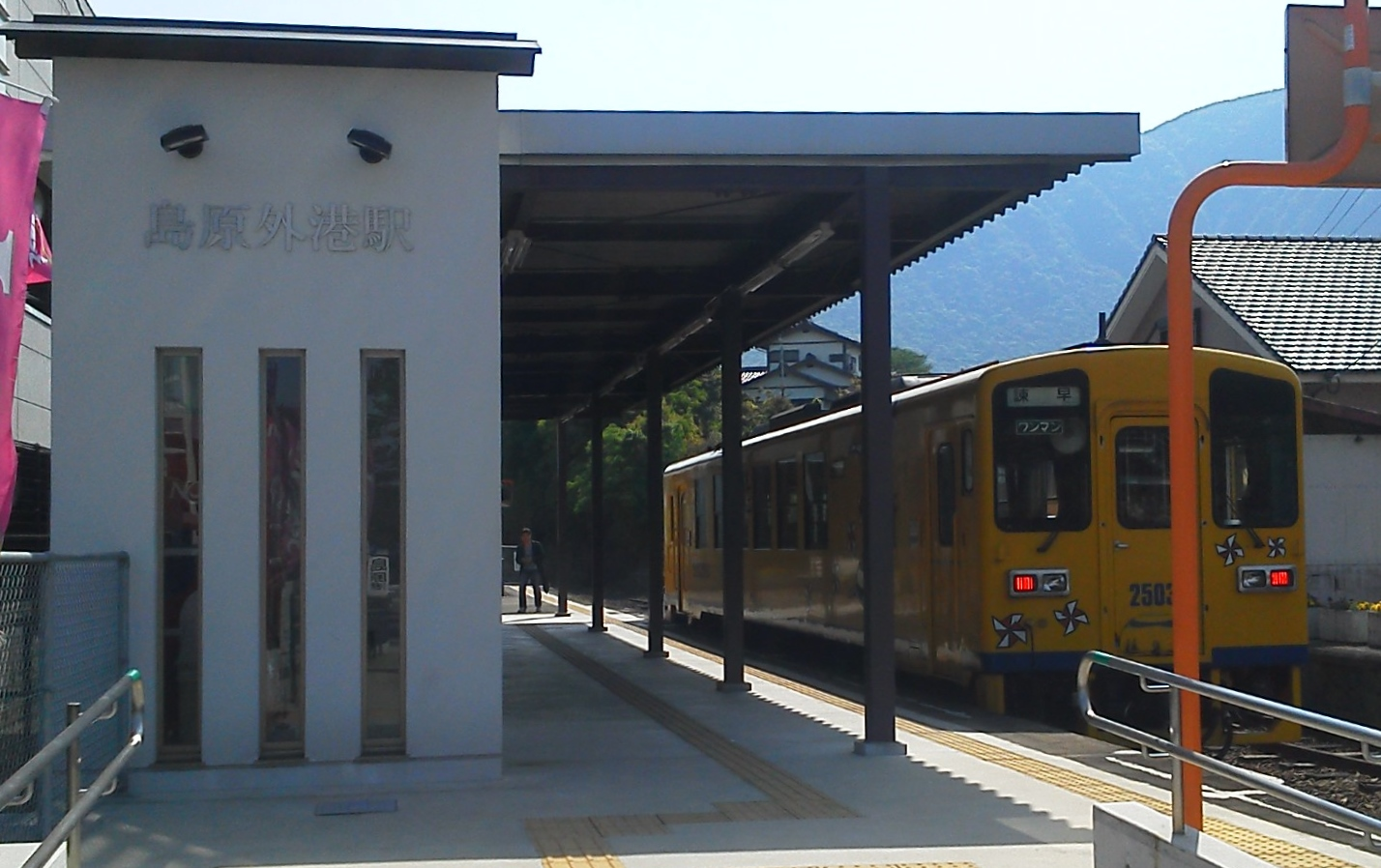
駅舎（2013年撮影、旧駅名時代）
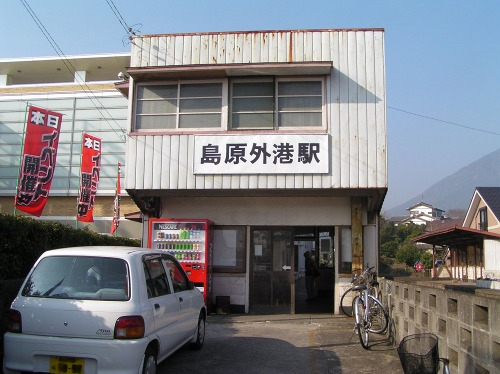
旧駅舎（2007年撮影）

## 利用状況
2018年度の年間乗車人員は24,905人、降車人員は30,794人であった。
近年の年間乗車人員、降車人員の推移は以下の通り。
| 年度               | 年間 乗車人員 | 年間 降車人員 |
| ------------------ | ------------- | ------------- |
| 2000年（平成12年） | 60,846        | 55,151        |
| 2001年（平成13年） | 53,031        | 56,726        |
| 2002年（平成14年） | 49,767        | 55,608        |
| 2003年（平成15年） | 45,794        | 52,203        |
| 2004年（平成16年） | 40,087        | 45,714        |
| 2005年（平成17年） | 40,193        | 45,574        |
| 2006年（平成18年） | 35,509        | 39,969        |
| 2007年（平成19年） | 39,449        | 42,643        |
| 2008年（平成20年） | 25,540        | 29,203        |
| 2009年（平成21年） | 24,098        | 29,815        |
| 2010年（平成22年） | 26,660        | 30,501        |
| 2011年（平成23年） | 28,467        | 32,199        |
| 2012年（平成24年） | 27,957        | 31,949        |
| 2013年（平成25年） | 28,381        | 33,714        |
| 2014年（平成26年） | 29,957        | 35,198        |
| 2015年（平成27年） | 29,766        | 34,347        |
| 2016年（平成28年） | 28,346        | 33,884        |
| 2017年（平成29年） | 26,472        | 32,053        |
| 2018年（平成30年） | 24,905        | 30,794        |

## 駅周辺
- 島原港
- 九十九島
- 島原温泉
- 国道57号・国道251号（重複）
- 長崎県島原病院（旧長崎県立島原温泉病院）
- 島原ユースホステル
- 島原市立第二中学校
- 島原市立第三小学校

## 隣の駅

### 現存区間
島原鉄道
■島原鉄道線
島原船津駅 - 島原港駅

### 廃止区間
島原鉄道
島原鉄道線
島原外港駅 - 秩父が浦駅